# كنتاتا

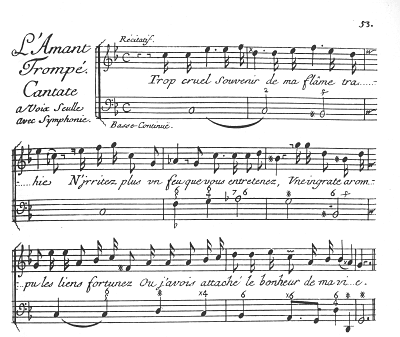

الكنتاتة (بالإيطالية: cantata "غنى، أغنية") هي صنف من التآليف الموسيقية الغربية يوضع لصوت واحد أو أصوات كثيرة، تكون مرفوقة بعزف آلات موسيقية.

## تاريخ الكنتاتة
تم بالأصل اختراع التسمية في اوالى القرن السابع عشر, مع الأوبرا و الأوراتوريو.

## كنتاتا الحجرة
هي مغناة للصوت السولو والعديد من الآلات الموسيقية المصاحبة، التي يقصد أدائها في المنزل أو غرفة خاصة؛ بالتالي هي نوع من موسيقى الحجرة. في حين تتناول كنتاتا الكنيسة لباخ مواضيع دينية، عادة تصف كنتاتا الحجرة أفعال الأبطال وبطلات الميثولوجيا الكلاسيكية، أو تروي حكاية حب من طرف واحد. الكنتاتا التي كتبها المؤلفة باربرا ستروتزي بعنوان “المحبة السرية” مثلا تركز على عاشقة جبانة تحب بلا أمل بدلا من الإفصاح عن حبها تختار الوفاة دون ألم. ذروة الكنتاتا تأتي في مونودي بعنوان “اريد الموت” للسوبرانو بمصاحبة الباص المستمر.

## هوامش
1. ↑  منير البعلبكي؛ رمزي البعلبكي (2008). المورد الحديث: قاموس إنكليزي عربي (بالعربية والإنجليزية) (ط. 1). بيروت: دار العلم للملايين. ص. 186. ISBN:978-9953-63-541-5. OCLC:405515532. OL:50197876M. QID:Q112315598.
2. ↑  The Essential Listening to Music, Craig Wright